# The Woman of the Sea
The Woman of the Sea è un cortometraggio muto del 1915. Il nome del regista non viene riportato nei credit del film che, prodotto dalla Kalem Company, aveva come interprete Jackie Saunders.

## Produzione
Il film fu prodotto dalla Kalem Company.

## Distribuzione
Distribuito dalla General Film Company, il film - un cortometraggio di tre bobine -  uscì nelle sale cinematografiche degli Stati Uniti l'8 novembre 1915.